# Elrio van Heerden
Elrio van Heerden (født 11. juli 1983) er en sydafrikansk tidligere fodboldspiller, der i sin aktive karriere bl.a. spillede for FC København, Club Brugge og Blackburn Rovers samt for det sydafrikanske landshold i perioden 2004 til 2009.
Van Heerden blev hentet til F.C. København fra deres tidligere sydafrikanske fodbold skole UPE-FCK. Han fik debut for FCK i 2004 da han kom ind 2 minutter før tid og scorede ved at passere AaB-målmanden Jimmy Nielsen. Målet gjorde at F.C. København selv kunne afgøre mesterskabet mod FC Nordsjælland.
Van Heerden spillede i alt 23 kampe for FC København (19 superliga, 1 pokal og 3 europæiske), hvori han scorede 4 gange, inden han i januar 2006 skiftede til belgiske Club Brugge.